# موضوع (فنون)

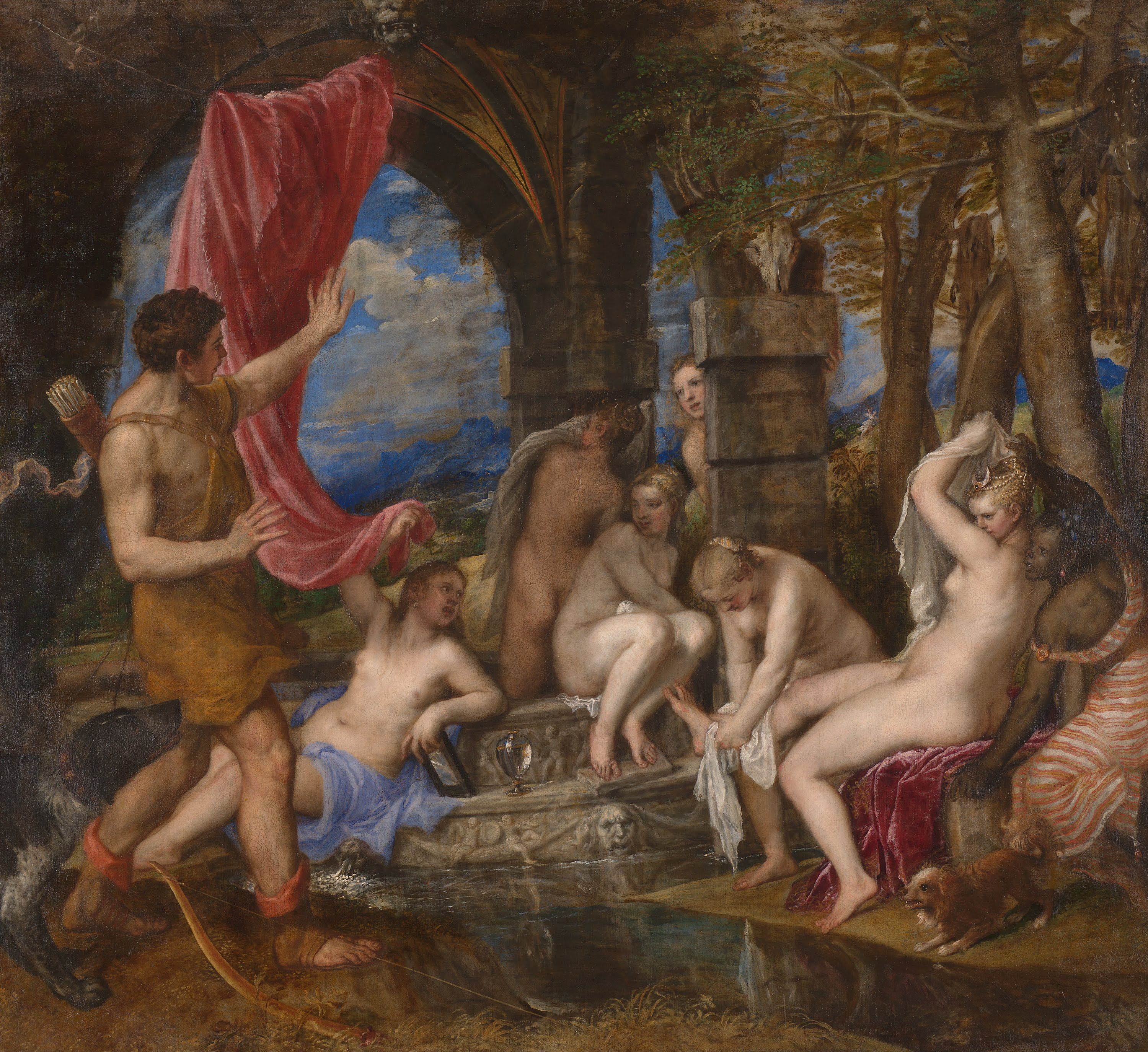
ديانا وأكتايون من تيتيان. العنوان يعطي الموضوع من الأساطير اليونانية، ولكن المواضيع هي أكثر تعقيدًا.

في الفن الموضوع هو عادة عن الحياة، والمجتمع أو الطبيعة البشرية، ولكن يمكن أن يكون أي موضوع آخر. المواضيع هي الأفكار الأساسية والعالمية في كثير من الأحيان يتم استكشافها في العمل. عادة ما تكون السمات ضمنية بدلاً من أن تكون مذكورة بشكل صريح. لا يتطلب المحتوى الموضوعي العمق في العمل، ولكن الغالبية العظمى من الأعمال لديها نوع من المحتوى المواضيعي، وليس المقصود دائمًا من المؤلف. تحليل التغييرات (أو التغيير الضمني) في الخصائص الديناميكية للعمل يمكن أن يوفر نظرة ثاقبة لموضوع معين.
الموضوع ليس هو نفسه موضوع العمل. على سبيل المثال، موضوع حرب النجوم هو «المعركة للسيطرة على المجرة بين الإمبراطورية المجرة وتحالف المتمردين». قد تكون المواضيع التي تم استكشافها في الأفلام هي «الغموض الأخلاقي» أو «الصراع بين التكنولوجيا والطبيعة».
تختلف الموضوعات عن الزخارف في الفنون البصرية في أن الموضوعات هي الأفكار التي تنقلها التجربة البصرية ككل، في حين أن الزخارف هي عناصر المحتوى. وبنفس الطريقة، فإن القصة الأدبية ذات الرمزية المتكررة المتعلقة بالشطرنج لا تجعل موضوع القصة هو تشابه الحياة مع الشطرنج. تنشأ الموضوعات من التفاعل بين المؤامرة، والشخصيات، والموقف الذي يتخذه المؤلف تجاهها، ويمكن إعطاء نفس القصة مواضيع مختلفة تمامًا في أيدي مؤلفين مختلفين.